# Павел Шуманов
Павел Шуманов е български колоездач.

## Биография
Роден е на 14 ноември 1968 година в град Сливен. Той е трикратен победител в Обиколката на България, спечелвайки състезанието през 1990, 1992 и 1997 година, а през 2007 година остава на второ място в общото класиране. В Обиколката на Румъния спечелва златен (2006), сребърен (1992) и бронзов медал (2009). През 1998 година заема трето място в Обиколката на Словения. През 2008 година спечелва „Гран при на Бургас“ и завършва на трето място в международното състезание „По стъпките на Крал Никола“. През 2009 година спечелва Обиколката на Добруджа в Румъния и заема трето място за „Купа Милко Динов-Илия Кръстев“.
Шуманов има успехи в републиканските шампионати на България. В дисциплината „индивидуално бягане по часовник“ е шампион (2009), сребърен (2006, 2010) и бронзов медалист (2005, 2007). В надпреварата на шосе е бронзов медалист през 2006 година. В Балканските първенства българинът е бронзов медалист на шосе през 2007 година и сребърен медалист в индивидуалното бягане по часовник през 2009 година.
По време на кариерата си, Шуманов се състезава за отборите на „КРКА Телеком“, КК „Бургас“ и „Хемус 1896-Вивело“.
Ето една част от неговите победи:
2009
ПАВЕЛ ШУМАНОВ (BUL)
- I място Обиколка на Добруджа – Румъния
- III място в крайното класиране в Обиколка на Румъния категория 2.2
- II място в I етап – пролог в Обиколка на Румъния
- II място в последния VII етап в Обиколка на Румъния
- Х място в крайното класиране в Обиколка на Черна гора категория 2.2
- II място в етап от Обиколка на Черна гора Рисан – Никшич – 187 км
- III място в VI етап от Обиколка на Сърбия категория 2.2
- Най-добър катерач в Обиколка на Сърбия
- Шампион на България за 2009 г. в дисциплината 40 км индивидуално по часовник
- II място в крайното класиране в Обиколка на Виктори тур
- I място във II етап от Обиколка на Виктори тур – Турция
- Вицебалкански шампион в дисциплината индивидуално по часовник
- VI място Гран при Баня Лука – Босна и Херцеговина
- II място купа „Сливен“
- IV място в VI етап в Обиколка на Румъния
2008
ПАВЕЛ ШУМАНОВ (BUL)
- III място в крайното класиране в Обиколка на Черна гора категория 2.2 /кръг за Световната купа/
- III място в III етап Улцине – Бар
- IV място в I етап Цетине – Херцег нови
- Х място Белград – Баня Лука I Босна и Херцеговина 1.2 категория /кръг за Световната купа/
- I място – „Гранд при Бургас“ 1.2 категория /кръг за Световната купа/
- IV място в крайното класиране в Обиколка на Румъния 2.2 категория /кръг за Световната купа/
- I място в V етап в Обиколка на Румъния 2.2 категория
- I място на Държавно лично първенство на писта в дисциплината 4000 m индивидуално преследване
- II място на Държавното лично първенство на писта в дисциплината 4000 m отборно преследване
- V място в III етап в Обиколка на Румъния
2007 г.
- II място в крайното класиране на Обиколка на България, категория 2 (кръг за Световната купа)
- I място в шестия етап Бургас – Варна и II място в 9 етап Габрово – Троян от Обиколка на България
- III място в дисциплината 160 км. общ старт на Балканско Първенство на шосе за 2007 г.
- IV място в дисциплината 40 км индивидуално по часовник на Балканско първенство на шосе за
2007 г.
- III място на Държавното лично първенство на шосе в дисциплината 40 км индивидуално по часовник
- I място в VI етап в Обиколка на Румъния
- IV място на Държавното лично първенство на шосе в дисциплината 160 км общ старт
- III място но Държавното лично първенство на шосе в дисциплината „многоетапни състезания“
1998
Павел Шуманов става Шампион в дисциплините 40 км индив. По часовник и 160 км. общ старт;
1997
Павел Шуманов – Шампион на България в дисциплините 40 км индивидуално по часовник, 50 км. по двойки и 160 км. общ старт
1996
Павел Шуманов – спечели най-авторитетното колоездачно състезание в България – пробега София – Варна, а отборно сме на II място
1994
Павел Шуманов
- Победител в Изкачването на Витоша;
- Победител в Обиколката на Витоша;
- Шампион на България в дисциплината „Критериум“
- Шампион на България в дисциплината 50 км. по двойки заедно с Иван Веселинов;
- I място 4000 м инд. Преследване на писта; Шм. В дисципл. „100 км отборно“ от Републ. Първенство на шосе.
- Вицешампион на България от Републ. Отборно първенство за 1994 г. на шосе за мъже; Станимир Одрински – IIIм. В издръжливост чрез отпадане на писта;
- II м. в „издръжливост по точки“ на писта IIIм. в 4000 м отборно преследване на писта;
- III място в Обиколката на „Поморавия“ – Сърбия.
1992
Павел Шуманов
- II място Обиколка на Румъния и най-добър катерач.
- I място в „Изкачване на Витоша“
- носител на Купа „Габрово“